# 倉敷中央病院
公益財団法人大原記念倉敷中央医療機構 倉敷中央病院（こうえきざいだんほうじんおおはらきねんくらしきちゅうおういりょうきこう くらしきちゅうおうびょういん）は、岡山県倉敷市美和にある公益法人の病院。発行する文書で使用する略称は倉中（くらちゅう）もしくはKCH。

## 概要
倉敷中央病院は、岡山県倉敷市の民間総合病院。市民の間では通称として中央（ちゅうおう）や倉中（くらちゅう）が用いられることがある。岡山県西部の中核的な医療機関であり、地域がん診療連携拠点病院、救命救急センターおよび総合周産期母子医療センター設置病院、地域医療支援病院、岡山県災害拠点病院、エイズ治療拠点病院、医師の卒後臨床研修指定病院でもある。
高度医療を担う急性期基幹病院を標榜していることにより、夜間は直線距離で50kmほど遠く離れた真庭市や津山市など岡山県北部からの患者が救急搬送されることも少なくない。また、倉敷市中心部に公立病院はなく、市立病院的な役割も担っている。

### 成り立ち

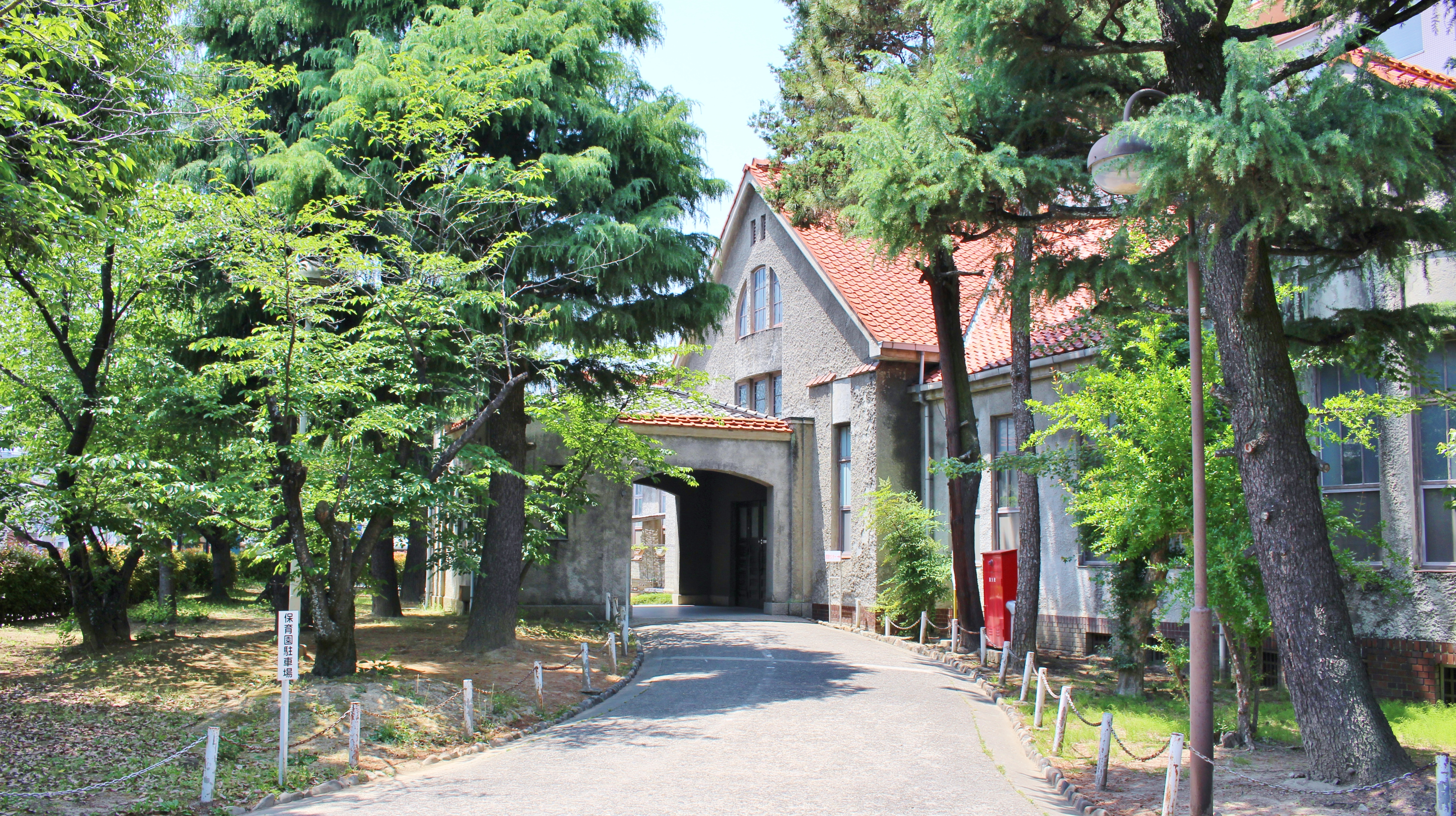
設立当時から残る建物。

創立者は、当時、倉敷紡績社長で大原美術館なども設立した大原孫三郎である。彼は、石井十次の岡山孤児院に運営資金を提供するなど社会問題の改善に尽力しており、病院設立もその一環であったと思われる（その他、大原社会問題研究所、倉敷労働科学研究所、大原農業研究所なども設立した）。
設立時の建物は患者が安心して治療に専念できるように、それまでの病院の冷たいイメージを排除するため様々な工夫がなされていた。その一つに病棟に赤レンガと赤い屋根を取り入れたデザインを採用、患者や外来者が自由に利用できる温室や結核病棟の横には噴水のある中庭などもあった。2階建ての病棟には患者の負担を減らすために倉敷市内では初めてのエレベータが導入された。新しい医療技術の研究・導入にも積極的で、ユニークだったものとして喘息塔がある。これは、上空の清浄な空気を取り入れ、喘息など気管支疾患の患者に供給するための鉄塔であった。
その後、1973年（昭和48年）から始まった全面的な増改築により多くの病棟が近代的な建物に変わって行き、喘息塔は水島コンビナートによる光化学スモッグのため、鉄塔程度の高度では清浄な空気とはいえなくなり、撤去されてしまった。一方、病棟の外観は旧病棟に合わせ赤い屋根に統一し、外来棟と臨床検査棟の間に設立当時のものを再現した温室が作られ、外来患者の憩いの場となっている。開業当時のエレベータは若干の改造と塗装をした後、2002年（平成14年）に増築された外来棟の電話ボックスとして利用されているなど、往時の面影も残されている。

### 京都大学との関係
大原孫三郎が病院設立に先立って、当時の京都大学総長で岡山の第三高等中学校医学部へ赴任したこともあった荒木寅三郎と基本方針を検討。その後、荒木によって京大医学部から多くの人材が派遣された。それ以来、京大医学部とは密接な関係が続いており、現在でも京大出身の医師が多く、小笠原名誉院長や後述の光藤医師も京大出身である。

## 診療科
- 内科一般
- 消化器内科
- 呼吸器内科
- 糖尿病内科（原則として、紹介状、予約のある患者のみ）
- 腎臓内科
- 血液内科
- 内分泌代謝（原則として、紹介状、予約のある患者のみ）
- リウマチ膠原病（原則として、紹介状、予約のある患者のみ）
- 循環器内科（ペースメーカー外来）
- 心臓血管外科
- 神経内科
- 呼吸器外科
- 脳神経外科
- 脳卒中科
- 外科（乳腺外来、小児外科外来、緩和ケア外来、スキンケア外来）
- 耳鼻咽喉科・頭頸部外科（難聴・めまい外来、咽頭・嚥下外来、甲状腺腫瘍腫瘍外来、補聴器外来、原則として、紹介状、予約のある患者のみ）
- 整形外科（2007年（平成19年）9月より、原則として、紹介状、予約のある患者のみ。救急はのぞく）
- 泌尿器科（女性泌尿器外来、男性不妊外来）
- 産婦人科（生殖医療・IVF外来）
- ペインクリニック（疼痛外来）
- 小児科（内分泌、心臓病・血液、喘息、腎臓病、早産児、発達、神経、子どもの心、遺伝子カウンセリング外来、予防接種、1ヶ月健診）
- 眼科（緑内障外来、糖尿病網膜症外来）
- 皮膚科
- 形成外科（下肢静脈瘤外来）
- 美容外科（形成外科医が担当）
- 精神科（一般精神病床がないため、必要な場合は紹介。2008年（平成20年）4月より、原則として、紹介状、予約のある患者のみ。2016年（平成28年）4月より合併症病床設置。)
- 放射線科
- リハビリテーション科（装具外来）
- 歯科（原則として、紹介状、予約のある患者のみ）
- 病理診断科

### 医療技術
病院の実績を評価する基準に手術件数があるが、多くの手術分野で中四国ではトップクラスにある。特に、光藤和明（みつどう・かずあき）が心カテーテル治療の分野では有名で、1982年（昭和57年）から1万9千例以上の実績がある。以前、台湾で光藤の治療を受けた李登輝元総統が、再度診察を受けるために、2001年（平成13年）4月、倉敷を訪れたことが全国ニュースで報じられ話題となった。
2016年（平成28年）年間実績
手術件数：年間　12,984件（手術室29室）
新入院患者数：年間　30,694人
入院1日平均患者数 1,073人 （退院患者数を含む）
外来1日平均患者数 2,708人
救急患者数：年間 65,335人 （救急車受入数　9,465件）

## 院内施設
- 救命救急センター

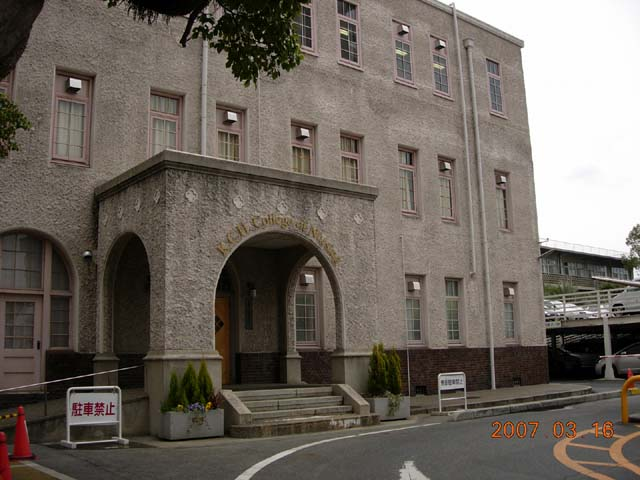
倉敷中央看護専門学校

- 美和保育園 - 職員の子息、子女に対して24時間保育を提供。
- 倉敷市立倉敷東小学校病弱・身体虚弱特殊学級[6]
- 倉敷市立東中学校病弱・身体虚弱特殊学級[6]

- 「チアマスティ」 - 売店、レンタル店、コインランドリー。クラボウの関連会社・マスティ倉敷が運営。
- 「温室の食堂」「温室のうどん屋」 - クラレの関連会社・倉敷国際ホテルが運営。

## 関連施設
- 臨床医学研究所

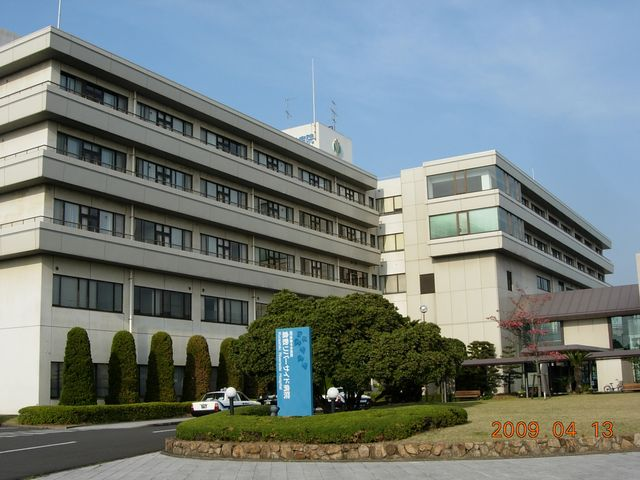
倉敷リバーサイド病院

- 倉敷中央病院リバーサイド - JFEスチール（当時は川崎製鉄）がJFE団地に隣接する場所に設立した川鉄水島病院が前身。

- 倉敷中央看護専門学校
- 倉敷中央病院付属予防医療プラザ - 人間ドックなど。
- 倉敷中央ケアセンター - ケアハウスつるがた、倉敷中央デイサービスセンター 、倉敷中央在宅介護支援センター、倉敷中央訪問看護ステーション、倉敷中央ヘルパーステーション。

### かつての関連施設
- 西条中央病院 - 愛媛県西条市にあり、クラレ西条の従業員と地域の一般住民を対象として1954年4月29日に開設された病院。倉敷中央病院分院であった。1984年10月に倉敷中央病院から独立し、医療法人同心会（現：社会医療法人同心会）の経営となった。

## 交通アクセス
- 山陽本線「倉敷駅」から徒歩15分。 駅前から倉敷センター街BIOSを通り抜ける。

- 山陽本線「倉敷駅」から、いずれも 「中央病院前」下車。
  - 下電バス「茶屋町駅行」で10分。
  - 下電バス「天城線児島駅行」で10分。
- 瀬戸大橋線「天城線児島駅行」から、下電バス「倉敷駅行」で45分、「中央病院前」下車。
- 瀬戸大橋線「茶屋町駅」から、下電バス「茶屋町・成人病センター線」で20分、「中央病院前」下車。

- 山陽自動車道「倉敷IC」より、10分。

- シャトル便 - 倉敷中央病院リバーサイドとの間でマイクロバスによるシャトル便が運行されている。倉敷中央病院の中央玄関前ロータリー南端を7:00/7:30*/9:00/11:30*/13:00/14:00*/15:00/17:15*発、倉敷中央病院リーサイドのバス停留所を7:50/9:00*/10:00/12:30*/14:00/15:00*/17:00/18:00*発の1日8往復（祝日稼働日は*の時刻のみ）。患者も利用できる（運賃は無料）。